# Parasqualodon
Parasqualodon — вимерлий рід зубатих китів з олігоцену. Він містить один вид, Parasqualodon wilkinsoni. Було припущено, що таксон становить nomen dubium.